# 酸蝕症
酸蝕症（さんしょくしょう、英: erosion）は、歯の硬組織、特にエナメル質が種々の要因によって侵蝕されること。侵蝕症とも。

## 概要
歯の化学的な損傷の一つである。酸蝕症に罹患した歯を酸蝕歯（さんしょくし）という。生活習慣病の一つととらえられている。現在では、「楔状欠損（Wedge-shaped defect）」の要因の一つであると考えられている。
好発部位としては上下顎の全歯であり、他の「tooth wear」よりも多い。形態としては、浅くU字型となっており、エナメル質表面が滑らかで光沢があるために、病状が進行しないと気付かないことも多い。
酸の作用によって脱灰される現象であるが、細菌が関与していないという点でう蝕と異なっている。
症状が進行すると冷たいものが歯にしみる知覚過敏や虫歯のような痛みを引き起こす。

## 原因
- メッキ工場やガラス細工工場などにおいて酸性のガスに曝露、吸引するような産業性のもの。
- 清涼飲料水、スポーツドリンク、ワイン、一部の果汁、ハーブティー、酢などの食品の摂り過ぎによるもの。世界保健機関（WHO）は酢や炭酸、クエン酸やアスコルビン酸の消費量に比例して歯が侵食されると報告している[1]。
- 逆流性食道炎、拒食症など、胃酸によるもの。
- ビタミン剤やアスピリンといった酸性の薬剤によるもの。

## 治療
治療としては、歯科においてクラウンなどによる修復が行われる。しかし、酸蝕症に至った原因を突き止め、その原因を解決しなければ根本的な治療・回復には至らない。

## 予防
東京医科歯科大学の調査によると市販の飲料120種のpH値を測定したところ、実に73%の製品がpH5.5以下であった。調味料やかんきつ類の調査でも多くがエナメル質を溶かすpH値を示した。例としてコーラ飲料はpH2.2で胃酸の数値（pH1～2）に近い（レモンのpHは2.1）。栄養ドリンクは2.5、黒酢飲料は3.1、スポーツドリンクは3.5であった。
原因となるものの摂取量の減少のほか、原因となる飲料・食品などを長時間口の中に入れず、摂取後は水やお茶ですすぎ洗いし、歯磨きを励行する。しかし、歯磨きのタイミングは、食事の直前1時間と直後1時間は避けた方がよい。
食品に使われる重曹の水溶液は弱アルカリ性を示し、食料品用の重曹を少量溶かした水で「うがい」することで口内を中和する方法もある。